# МаеСэнс
МаеСэнс (также MaeSens; от бел. мае сэнс — имеет смысл) — созданная в Белоруссии социальная интернет-платформа в формате благотворительного аукциона встреч, а также фандрайзинговая платформа социальных проектов.
Сервис MaeSens предлагает зарегистрированным пользователям нестандартный формат вовлечения в благотворительность, в основе которого лежат механизмы аукционной торговли, социальной сети, виртуальной службы знакомств и краудфандинга. Закрыт в 2018 году в связи с утратой интереса к проекту.

## Основная информация
Цель проекта — создание и продвижение Интернет-платформы, которая позволит развивать культуру благотворительности (краудфандинга) и удовлетворит потребность современного человека в общении с новыми людьми (встречи с кумирами, в том числе музыкантами и спортсменами, и экспертами в разных сферах жизни, бизнес консультации, встречи по интересам).
За 5 лет существования MaeSens объединил более 100 000 людей, которые готовы пожертвовать свое свободное время на благое дело и оказал финансовую помощь в размере более 1 миллиона долларов благотворительным фондам, общественным организациям, детским хосписам и приютам и больным детям, нуждающимся в оперативном лечении и реабилитации.
У проекта есть свой блог, на котором постоянно публикуются новости и отчеты о том, куда и на какие цели переводятся вырученные средства.

## История открытия
Изначально проект существовал как сообщество в социальной сети ВКонтакте.
Отдельный сайт MaeSens (от бел. МаеСэнс, мае — «имеет», сэнс — «смысл») был запущен 5 октября 2011 года.
20 июня 2013 года на сайте MaeSens был запущен конкурс социальных проектов Social Weekend.

## Принцип работы
Ниже коротко изложены правила участия в проекте:
- зарегистрированный пользователь может купить встречу с другим пользователем или выставить на аукцион встречу с собой в качестве лота (пожертвовать своё свободное время);
- торги длятся неделю и оканчиваются в 23:00;
- победителем признается тот, кто предложил наибольшую цену за лот на момент окончания торгов;
- встреча ни к чему не обязывает пользователя;
- пользователь сам выбирает вид благотворительной инициативы, которую желает поддержать;
- от 80 % вырученных средств идет на благотворительность.

По количеству победителей встречи разделяют на классические (1 победитель) и коллективные (от 2 до 10 победителей).
Аукциону может быть присвоен статус эксклюзивного, если он подразумевает встречу с известным человеком (медийной персоной, участником музыкальной группы, опытным бизнесменом, признанным спортсменом и т. д.) или участие в особых мероприятиях проекта и его партнеров.
Также существует возможность прямого пожертвования по каждому из направлений сбора средств.

## Награды
- В 2012 году проект становился победителем стартап-конкурсов Harvest и 34-го StartupPoint на территории Российской Федерации.[12][13]
- Признан компанией Fenox IT самым перспективным IT-проектом Беларуси в 2012 году.[14]
- Получил премию Байнета как «Лучший стартап года» на конференции «Деловой Интернет-2012».[15]
- Создатели проекта выиграли премию «Люблю Беларусь 2013» в номинации «Общественная деятельность».[16]
- Проект занял 4 место в списке Топ-15 белорусских ИТ-стартапов по мнению экспертов TUT.BY.[17]

### Статьи
- Продай свидание с собой — помоги детям! / СТВ
- Filántropos extravertidos, a subasta en Internet / РИА Новости
- Как белорусский стартап благотворительных бизнес- и просто встреч развился и вышел за рамки одной страны / marketing.by
- На что потратить миллиард? / bel.biz
- Свидание за деньги // Долина строгого режима: Почему стартапы выбирают авторитарную Белоруссию
- Делайте ставки и открывайте мир классической музыки заново
- «Эстафета помощи» от службы такси Пятница и MaeSens.by
- Организаторы «Пешеходки» вместе с MaeSens.by исполняют желания детей c неизлечимыми болезнями

### Интервью
- Денис Кондратович: «Мы спали по несколько часов в день и выглядели как зомби!».
- 7 ярких ИТ-стартапов пятилетки: свидания, налоги, демократия .
- Беседа с создателем «Мае Сэнс»